# Autopista George Parks
La Autopista George Parks (oficialmente como la Interestatal A4 y Ruta 3) y conocida en inglés como George Parks Highway es una carretera estatal ubicada en el estado de Alaska. La autopista inicia en el Norte en la Autopista Glenn cerca de Palmer hacia el Norte en las autopistas Steese y Richardson en Fairbanks. La autopista tiene una longitud de 520 km (323 mi). La Autopista George Parks también forma parte de la Ruta de Alaska 3.

## Mantenimiento
Al igual que las carreteras estatales, las carreteras federales, la Autopista George Parks es administrada y mantenida por el Departamento de Transporte y Servicios Públicos de Alaska por sus siglas en inglés DOT&PF.

## Localidades principales
La Autopista George Parks es atravesada por las siguientes localidades.
- Wasilla, milla 42 (km 68)
- Big Lake, vía Big Lake Road, milla 52 (km 84)
- Houston, milla 57 (km 92)
- Willow, milla 69 (km 111)
- Hatcher Pass, vía Hatcher Pass Road, milla 71 (km 115)
- Talkeetna, vía Talkeetna Spur Road, milla 99 (km 159)
- Trapper Creek, milla 115 (km 185)
- Parque Estatal Denali, millas 132–169 (km 212–272)
- Cantwell, milla 210 (km 338)
- Denali National Park entrance, milla 237 (km 382)
- Healy, milla 249 (km 400)
- Anderson y Clear Air Force Station, milla 284 (km 456)
- Nenana, milla 304 (km 490)
- Ester, milla 352 (km 566)
- Fairbanks, milla 358 (km 576)